# Ghilad

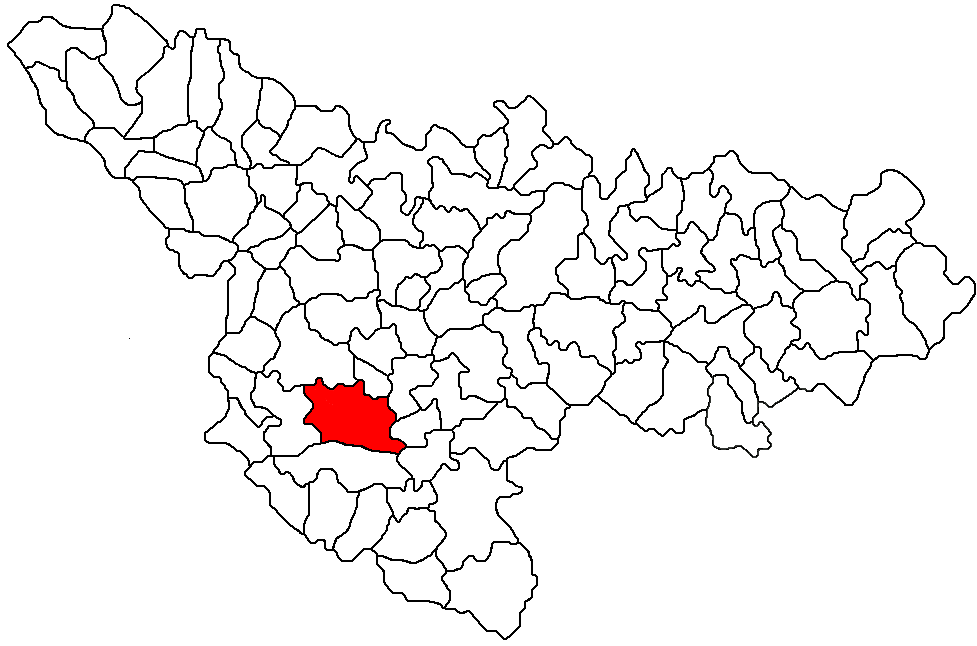
Lage der Gemeinde Ghilad im Kreis Timiș

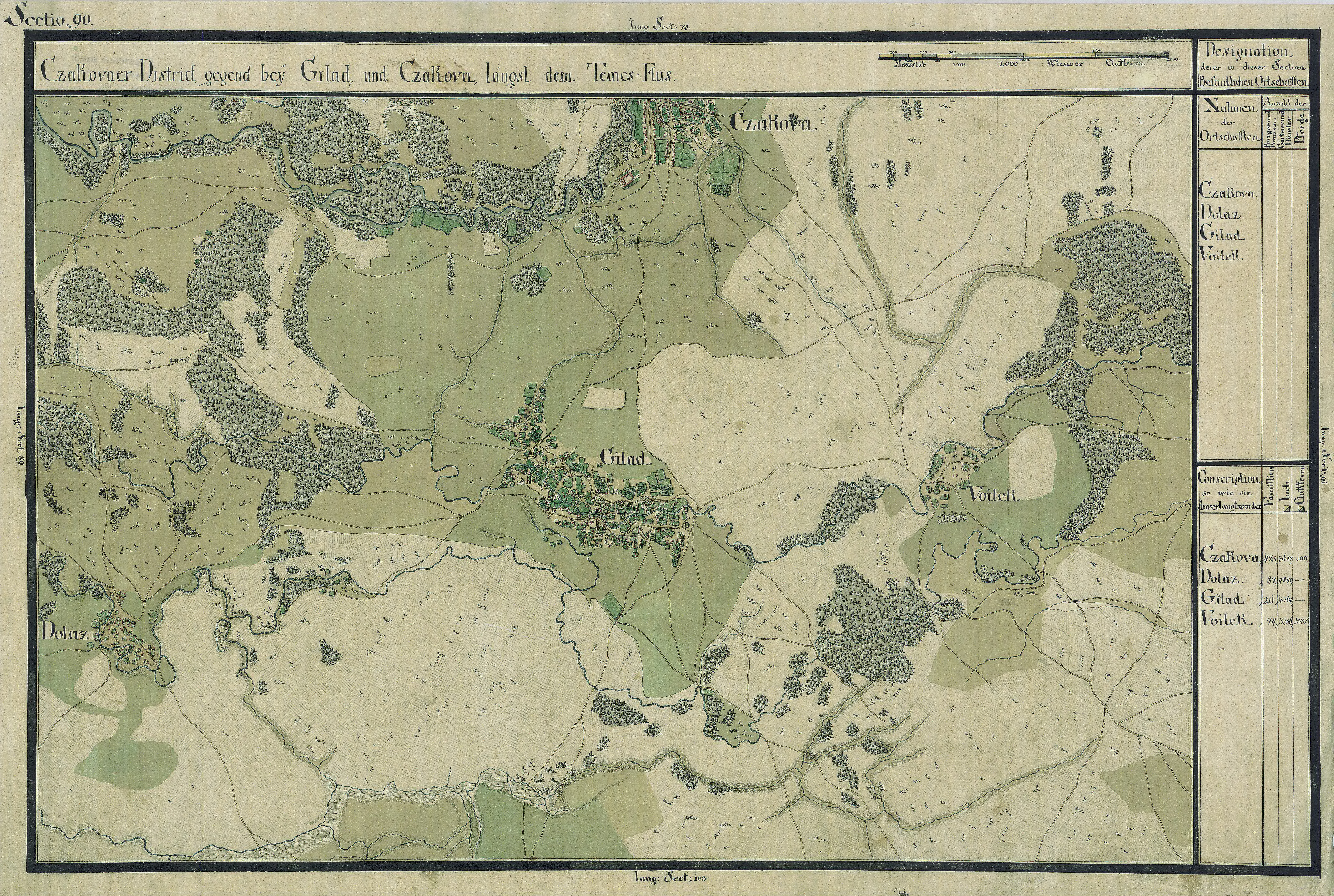
Ghilad auf der Josephinischen Landaufnahme (1769–1772)

Ghilad (deutsch Gilad oder Kilatt, ungarisch Gilád) ist eine Gemeinde im Kreis Timiș, in der Region Banat, im Südwesten Rumäniens. Zur Gemeinde Ghilad gehört auch das Dorf Gad.

## Geografische Lage
Ghilad liegt im Süden des Kreises Timiș, in 38 Kilometer Entfernung von Timișoara und 10 Kilometer von Deta. Bis zur Grenze zu Serbien sind es 30 Kilometer.

## Nachbarorte
| Ciacova | Obad                                        | Jebel  |
| Gad     | Kompassrose, die auf Nachbargemeinden zeigt | Voiteg |
| Dolaț   | Ofsenița                                    | Denta  |

## Geschichte
Ghilad wurde 1212 von dem Historiker Budinschi erstmals erwähnt. Nicht auszuschließen ist es, dass der Ortsname von dem Woiwoden Glad stammt, der möglicherweise seine Residenz hier hatte. Auf der Josephinischen Landaufnahme von 1717, war der Ort Gilad verzeichnet. Nach dem Frieden von Passarowitz (1718), als das Banat eine Habsburger Krondomäne wurde, war Gilad Teil des Temescher Banats. Kaiserin Maria Theresia besiedelte 1761 den Ort mit Deutschen; 1860 kamen auch Ungarn hinzu. Auf der Mercy-Karte (1723–1726) sind zwei Orte mit demselben Namen verzeichnet, ein Gutshaus und ein Dorf, die durch Wälder getrennt sind.
Am 4. Juni 1920 wurde das Banat infolge des Vertrags von Trianon dreigeteilt. Der größte, östliche Teil, zu dem auch Ghilad gehört, fiel an das Königreich Rumänien.
Die Gemeinde Ghilad ist seit 2004 durch Ausgliederung aus der Kleinstadt Ciacova (Tschakowa) hervorgegangen.

## Demografie
| 1880 | 3125 | 2247 | 392 | 384 | 102            |
| 1910 | 3902 | 2655 | 794 | 338 | 115            |
| 1930 | 3564 | 2444 | 741 | 312 | 67             |
| 1977 | 2351 | 1708 | 373 | 126 | 144            |
| 2002 | 1794 | 1311 | 200 | 52  | 231            |
| 2021 | 2017 | 1626 | 33  | 3   | 355 (158 Roma) |